# Michael Schulze (lekkoatleta)
Michael Schulze (ur. 22 czerwca 1949) – niemiecki lekkoatleta specjalizujący się w biegach płotkarskich i sprinterskich. Reprezentował Niemiecką Republikę Demokratyczną. 
Największy sukces w karierze odniósł w 1968 r. w Lipsku, zdobywając na europejskich igrzyskach juniorów srebrny medal w biegu na 400 metrów przez płotki (uzyskany czas: 53,1).